# Sergiusz Lach
Sergiusz Lach (ur. 1961 w Warszawie, zm. 8 listopada 2015) – polski aktor dziecięcy. W 1973 zagrał w popularnym serialu młodzieżowym Stawiam na Tolka Banana rolę Filipka Dulaka.

## Życiorys
Debiutował w 1972 rolą Pawła, syna głównego bohatera filmu Zniszczyć pirata, dramatu wyreżyserowanego przez Huberta Drapellę. Do roli w Stawiam na Tolka Banana został wybrany przez reżysera serialu, Stanisława Jędrykę, który z uznaniem wypowiadał się na jego temat: Testowałem przed kamerą setki dzieci, ale tylko w jednym wypadku, gdy zrobiłem próbę, nie miałem cienia wątpliwości. Było tak z Sergiuszem Lachem, Filipkiem. Serial wyemitowany po raz pierwszy w 1973 stał się bardzo popularny – zyskał też uznanie i kilka nagród. Zdobył miano kultowego, a rola 11-letniego Sergiusza okazała się bardzo charakterystyczna. Grany przez niego bohater to łobuziak, najmłodszy z bohaterów filmu znany był ze stałych powiedzeń „muka” i „piramidalnie zajęty”, robienia interesów ze wszystkimi i sprzedaży zdechłego kota jako „najlepszego sposobu na alkoholika”. W 1975 zagrał Władka Czarneckiego - główną rolę w filmie krótkometrażowym "Oczekiwanie" z cyklu filmowego "Nim powstanie rodzina ..."
Dorosły Sergiusz Lach nie zajmował się aktorstwem. Parał się fotografią reporterską i był działaczem pierwszej „Solidarności”, m.in. dokumentując wydarzenia opozycyjne. W połowie lat 80. wyemigrował do Szwecji, uzyskał obywatelstwo tego kraju i osiedlił się w Sztokholmie, gdzie założył rodzinę.
W 1995 Stanisław Jędryka nakręcił film Tolek Banan i inni z udziałem Sergiusza Lacha i innych aktorów dziecięcych występujących w serialu Stawiam na Tolka Banana. Film dokumentuje udział w filmie i życiorysy odtwórców głównych ról. Dla Henryka Gołębiewskiego, serialowego Cegiełki, film ten stał się okazją na powrót po latach do pracy aktorskiej. Sergiusz Lach nie stanął przed kamerą w żadnym późniejszym filmie. Został pochowany na cmentarzu w Tyresö koło Sztokholmu.
O popularności młodego aktora może świadczyć to, że w 2009, w trzydzieści sześć lat po premierze serialu, w dziennikarskim rankingu polskich dziecięcych aktorów czasopisma „Fakt”, Sergiusz Lach zajął dziesiąte miejsce.

## Filmografia
- 1972: film fabularny Zniszczyć pirata jako Paweł Wilkosz, syn Piotra
- 1973: serial młodzieżowy Stawiam na Tolka Banana jako Filipek Dulak
- 1975: film krótkometrażowy Oczekiwanie z cyklu Nim powstanie rodzina... jako Władek Czarnecki
- 1995: film dokumentalny Tolek Banan i inni jako on sam.